# Ноэль (жанр)
Ноэ́ль (от фр. Noël — Рождество Господне) — старинная рождественская французская песня, жанр паралитургической музыки на народные тексты.

## Краткая характеристика
Содержание ноэля — парафраз евангельских сюжетов, связанных с Рождеством, чаще всего — поклонение Господу пастухов и поклонение волхвов. Форма ноэля, как правило, строфическая; строфа восьмисложная: 
| № стихов | Размер стихов     |
| -------- | ----------------- |
| 1–4      | шестисложные      |
| 5        | двенадцатисложный |
| 6–7      | восьмисложные     |
| 8        | шестисложный      |

Существовала также рефренная разновидность формы, то есть с припевом.
Ноэль пережил расцвет в XVI веке, когда Европа испытала первый большой подъём нотопечатания. Наряду с одноголосными создавались и многоголосные ноэли в стиле полифонических шансон. Новые ноэли иногда рождались как контрафактура гимнографических григорианских хоралов (секвенций, гимнов). В XVII веке, наоборот, известны случаи, когда народные ноэли перетекстовывали сочинители церковной музыки, как, например, в «Полуночной рождественской мессе» (фр. Messe de Minuit pour Noël) М.-А. Шарпантье. Французские композиторы XVII–XVIII веков охотно перекладывали ноэли для различных музыкальных инструментов — в диапазоне от простых гармонизаций монодических песен до органных и клавирных вариаций и фантазий; среди известных авторов М.-А. Шарпантье, А. Резон, Н. Лебег, Л. К. Дакен, Пьер Дандриё, М. Корретт. Во времена Великой французской революции ноэли распевались с сатирическими и политизированными текстами, в том числе на мотив «Марсельезы».
Молодой А. С. Пушкин назвал одно из своих сатирических стихотворений «Сказки. Noël» (1818). В XIX веке композиторы писали романсы, песни, арии на тексты старинных ноэлей (Адольф Адан), обрабатывали популярные ноэли для органа, например, «Старый ноэль» С. Франка. 
Инструментальные и вокальные обработки ноэлей в XX веке писал Жан Лангле (1907—1991), стилизации ноэля Ф. Мартен и другие.